# James Montgomery
James Montgomery (4. listopadu 1771, Irvine – 30. dubna 1854, Sheffield) byl skotský básník a žurnalista. Jako spolumajitel týdeníku Sheffield Iris byl v roce 1795 stíhán pro pobuřování kvůli vydání své básně, jež oslavovala pád Bastily, a byl odsouzen ke třem měsícům ve vězení. Po svém propuštění se (po dohodě) stal jediným vlastníkem tohoto týdeníku. V srpnu napsal zprávu o sheffieldském incidentu v ulici Norfolk street, kde byl lidový protest potlačen milicí a při němž došlo ke dvěma úmrtím. Za radikální popis této události byl znovu stíhán, tentokrát za urážku na cti, a byl uvězněn na šest měsíců.  Zatímco byl ve vězení, John Pye-Smith převzal jeho práci a udržoval noviny v chodu. Na Štědrý den roku 1816 noviny zveřejnily Montgomeryho koledu „Angels from the Realms of Glory“, která se později stala jednou z nejpopulárnějších vánočních koled zpívaných v Anglii. Montgomery je rovněž autorem popisných a didaktických básní Poutník ve Švýcarech, Západní Indie, Greenland, Svět před potopou, Pelikán Island a dalších.

## Život
Montgomery se narodil v Irvine v Ayrshire v jihozápadním Skotsku jako syn pastora a misionáře. Zatímco jeho rodiče odešli na misii do západní Indie, kde během jednoho roku oba zemřeli, on byl poslán za vzděláním do školy  Moravské církve ve Fulnecku, poblíž Leedsu. Tam ale školní docházku nedokončil, nastoupil do učení k pekaři a poté pracoval jako skladník. Poezii si ale zamiloval a hodně četl. Po několika dalších dobrodružstvích, včetně neúspěšného pokusu o vstup mezi londýnské literáty, se v roce 1792 přestěhoval do Sheffieldu, kde se stal asistentem Josefa Galese, dražebníka a knihkupce

## Dílo
V dobách politické represe byl dvakrát na základě obvinění  uvězněn. Poprvé to bylo v roce 1795 kvůli básni oslavující pád Bastily; podruhé v roce 1796 za radikální a kritický popis sheffieldského incidentu. V roce 1797 vydal brožuru básní napsaných v době, kdy byl uvězněn – Vězeňské kratochvíle. Po nějaký čas byly noviny Iris v Sheffieldu jediné.
Montgomery pokračoval v psaní poezie a dosáhl slávy básní Poutník Švýcarskem (1806), která obsahuje šest slok sedmislabičných čtyřverší. V roce 1812 vydává Svět před potopou, část historické rekonstrukce v deseti zpěvech. V návaznosti na to vydává v roce 1817 Myšlenky na kolech. Jeho další velkou básní bylo v roce 1819 Grónsko, báseň v pěti zpěvech.
Montgomeryho koleda „Angels from the Realms of Glory“, ke které v roce 1867 složil hudbu Henry Smart, se zpívá i v 21. století.